# فنار (لبنان)
فنار (به عربی: فنار) یک منطقهٔ مسکونی در لبنان است که در شهرستان المتن واقع شده‌است. فنار ۲٫۱۰ کیلومتر مربع مساحت و ۳۰٬۰۰۰ نفر جمعیت دارد و ۲۵۰ متر بالاتر از سطح دریا واقع شده‌است.